# Bob Falkenburg
Robert »Bob« Falkenburg, ameriško-brazilski tenisač in poslovnež, * 29. januar 1926, Brooklyn, New York, ZDA, † 6. januar 2022, Santa Ynez, Kalifornija, ZDA.
Bob Falkenburg je največji uspeh v karieri dosegel leta 1948, ko je v posamični konkurenci osvojil Prvenstvo Anglije, v finalu je premagal Johna Bromwicha. Na turnirjih za Nacionalno prvenstvo ZDA se je najdlje uvrstil v polfinale leta 1946, na turnirjih za Amatersko prvenstvo Francije pa v četrti krog leta 1954. V konkurenci moških dvojic je po enkrat osvojil Nacionalno prvenstvo ZDA in Prvenstvo Anglije, še enkrat je zaigral v finalu Nacionalnega prvenstva ZDA. Leta 1955 je bil član ameriške reprezentance na Davisovem pokalu, kjer se je uvrstila v finale. Leta 1974 je bil sprejet v Mednarodni teniški hram slavnih.

## Finali Grand Slamov

### Posamično (1)

#### Zmage (1)
| Leto | Turnir            | Nasprotnik v finalu | Rezultat finala         |
| 1948 | Prvenstvo Anglije | John Bromwich       | 7–5, 0–6, 6–2, 3–6, 7–5 |

### Moške dvojice (3)

#### Zmage (2)
| Leto | Turnir                   | Partner     | Nasprotnika v finalu       | Rezultat finala    |
| 1944 | Nacionalno prvenstvo ZDA | Don McNeill | Pancho Segura Bill Talbert | 7–5, 6–4, 3–6, 6–1 |
| 1947 | Prvenstvo Anglije        | Jack Kramer | Tony Mottram Bill Sidwell  | 8–6, 6–3, 6–3      |

#### Porazi (1)
| Leto | Turnir                   | Partner    | Nasprotnika v finalu        | Rezultat finala         |
| 1945 | Nacionalno prvenstvo ZDA | Jack Tuero | Gardnar Mulloy Bill Talbert | 10–12, 10–8, 10–12, 2–6 |